# Gabriel Gabrielsson Oxenstierna af Croneborg (1647–1700)
Gabriel Oxenstierna, född 11 augusti 1647 i Österåkers församling, död 7 juni 1700 i Stockholm, var en svensk guvernör.

## Biografi
Gabriel Oxenstierna föddes 1647 på Smedby i Österåkers församling. Han var son till Gabriel Oxenstierna och Brita Kurck. Oxenstierna adlades 10 juli 1651 till greve Oxenstierna af Croneborg och introducerades 1652 i Sveriges Riddarhus som nummer 10. Han blev i april 1657 student vid Uppsala universitet och 1664 vid Heidelbergs universitet. Oxenstierna blev 11 september 1667 assessor i Kommerskollegium och var 6 augusti 1673 drottning Christinas guvernör över Öland och Gotland. Han avled 1700 i Stockholm och begravdes i Österåkers kyrka.

### Egendom
Oxenstierna ägde Croneborg, Smedby i Österåkers socken, Margretelund i Österåkers socken, Nordvik i Bro socken, Hov och Sundholm.

### Familj
Oxenstierna gifte sig 28 juni 1682 på Rinkesta i Ärla församling med friherrinnan Elsa Barbro Sparre (1664–1731), dotter av presidenten Gustaf Larsson Sparre och friherrinnan Beata Natt och Dag. De fick tillsammans barnen Brita Oxenstierna (född 1683), Gustaf Gabriel Oxenstierna (1685–1685), Adam Axel Oxenstierna (1686–1686), Beata Oxenstierna (1687–1735) som var gift med överhovjägmästaren Carl Gustaf Spens, Gabriel Oxenstierna (född 1688), Gustaviana Oxenstierna (1690–1690), överstelöjtnanten Carl Oxenstierna (1692–1737), Elsa Barbro Oxenstierna (1694–1764) som var gift med överstelöjtnanten Carl Leonard Leijonhufvud, Brita Charlotta Oxenstierna (1697–1700) och Gabriel Gustaf Oxenstierna (1699–1700).